# Conescharellina multiarmata
Conescharellina multiarmata is een mosdiertjessoort uit de familie van de Conescharellinidae. De wetenschappelijke naam van de soort is voor het eerst geldig gepubliceerd in 1909 door Maplestone.